# Ляшенко Юрій Іванович
Ляше́нко Ю́рій Ива́нович (нар. 1 січня 1939, м. Вуглегірськ, Донецька область, УРСР)  — український кінорежисер-постановник 1 категорії. Заслужений діяч мистецтв України (07.07.2007).

## Біографія
Народився 1 січня 1939 року в місті Вуглегірськ Донецької(Сталінської) області.
- 1945 р. — 1955 р. вчився в школах с. Карбівка, с.Маркове, с. Липняжка Кіровоградської обл.
- 1955 р. — 1958 р. вчився в Київському будівельному технікумі, Київському інженерно-будівельному інституті, акторській студії Київського театру ім. І.Франка.
- 1958 р. — 1961 р. служив в Радянській армії.
- 1961 р. — 1966 р. вчився на режисерському факультеті Харківського театрального інституту (Інституту мистецтв), проф. О. Б. Глаголін.
- 1965 р. — 1966 р. працював у київському Театрі Юного Глядача ім. Ленінського комсомолу.
- З 1967 р. — 2-й режисер, режисер-постановник Київської кіностудія імені О.Довженка. Багато займався перекладами і дубляжами зарубіжних художніх фільмів.

Юрій Ляшенко прийшов у кіно з театру і назавжди зберіг любов до актора. Своєю роботою доводив, що головним у складній взаємодії багатьох чинників творення в кіно є актор. Юрій Ляшенко з винятковою майстерністю використовує можливості монтажу для розкриття контрапунктом сюжетних ліній і тем, які не закладені у діалогах та подієвому ланцюгу, а виявляються лише особливим розміщенням кадрів. І теорією (періодично виступає в пресі), і практикою він доводить, що сила мистецтва в психологічній складності і глибині образів, епізодів, сюжетів.
Якщо в теорії від болісного сприйняття бід суспільства його думки бувають суперечливими, іноді епатажними, як наприклад, в статтях «Схаменіться, недолюди!» (журнал «Дніпро» № 7-8, 2006 р.) або «Ми не раби, раби не ми, ми — хами!» (газета «Слово Просвіти», 19-25 січня 2006 р.), то в практичних роботах домінують світлі ноти. Вже в перших самостійних роботах режисера-постановника, «Світ, який належить чоловікам» (1977 р.,к.м. ВДІК) та в телефільмі «День перший, день останній» (к/ст. ім. О.Довженка, 1978 р.), Ю. Л. показав, що своєю особливою інтонацією, яка поєднує і ніжність, і експресію, вміє впливати на глядацьку уяву, обмежуючись простим задумом. Завдяки пошукам духовної проблематики у фільмі «Мерседес» втікає від погоні" (к/ст. ім. О. Довженка, 1980 р.) і життєствердній аурі фільму при трагічному фіналі розповідь про пригоди армійських розвідників набула філософського осмислення дилеми: життя — смерть. У фільмі «Записки Кирпатого Мефістофеля» (за однойменним романом В. Винниченка, режисер-постановник і автор сценарію) к/ст. ім. О.Довженка, 1994 р.) Ю. Л. з особливою силою показав вміння знаходити вихід з психологічних лабіринтів.

## Нагороди на міжнародних кінофестивалях
- 1994 р. «Бронзовий витязь» — приз 3-го МКФ слов'янських і православних народів.
- 1997 р. «За найкращу режисуру» — приз 1-го МКФ «Деметра».
- 1997 р. «За найкраще виконання чоловічої ролі» приз 1-го МКФ «Деметра» актору С. Романюку, виконавцю головної ролі в фільмі «Записки Кирпатого Мефістофеля»
- 1996 р. «Диплом глядацьких симпатій» — 1-й МКФ глядацького журі.

## Фільмографія

### Режисер-постановник студії ім. О.Довженка
- «День перший, день останній» (1978)
- «„Мерседес“ втікає від погоні» (1980)
- «Записки кирпатого Мефістофеля» (1994, співавтор сценар.)

## Режисерські роботи
- «Світ, який належить чоловікам» (1977, к/м худ. фільм; ВДІК)
- «Місто на річці Псел» (1983, док. фільм, «Укртелефільм»)
- «Будні РАПО» (1984, док. фільм, «Укртелефільм»)

#### 2-й режисер у художніх фільмах студії ім. О.Довженка
- «Дитина» (1967, к/м)
- «В'язні Бомону» (2 серії, 1969)
- «В тридев'ятому царстві...» (1970)
- «Іду до тебе...» (1971)
- «Щовечора після роботи» (1973)
- «Серед літа» (1975)
- «Театр невідомого актора»(1976)
- «Жив-був Шишлов» (1988, 2 серії)

## Друкувався у пресі
- В журналах «Новини кіноекрану», «КіноТеатр», «Український форум», «Віче», «Дніпро», «Ренесанс»
- В газетах «Дзеркало тижня», «День», «Персонал плюс», «Слово просвіти», «Комуніст», та інших